# 阿維拉 (北達科他州)
阿維拉（英語：Arvilla）是位於美國北達科他州大福克斯縣的非建制地區。

## 歷史
阿維拉的郵局自1882年營運至今。

## 地理
阿維拉所處的海拔為高於海平面306米（即1004英呎），而該地所採用的時區為UTC-6，即北美中部时区（CST）。同時該地設有夏令時間，為UTC-6調快一小時，即UTC-5（CDT）。